# Marco Pinotti
Marco Pinotti (Osio Sotto, 25 februari 1976) is een voormalig Italiaans wielrenner. Hij staat bekend als een zeer intelligent renner. Zowel in als naast de koers. Hij is industrieel ingenieur en haalde in zijn laatste jaar humaniora 97%.
Pinotti is een specialist op de individuele tijdrit; hij is zes maal Italiaans kampioen tijdrijden ( 2005, 2007, 2008, 2009, 2010 en 2013).
In 2010 liet Marco Pinotti ook zien dat hij zeker over een berg heen kan want in de Giro D'Italia werd de Italiaan 9e.
Pinotti kondigde aan dat hij op het einde van het seizoen 2013 stopt met wielrennen.

## Palmares

### Overwinningen
1999
- GP d'Europe (koppeltijdrit met Raivis Belohvosciks)

2000
- 5e etappe Ronde van Polen

2003
- 4e etappe Ronde van het Baskenland
- Bergklassment Ronde van het Baskenland

2004
- 1e etappe Ronde van Langkawi (ploegentijdrit)

2005
- Italiaans kampioen tijdrijden, Elite

2007
- Italiaans kampioen tijdrijden, Elite

2008
- 21e etappe Ronde van Italië (individuele tijdrit)
- Italiaans kampioen tijdrijden, Elite
- Eindklassement Ronde van Ierland

2009
- 5e etappe Ronde van het Baskenland
- Italiaans kampioen tijdrijden, Elite
- 3e etappe Ronde van Romandië (ploegentijdrit)
- 1e etappe Ronde van Italië (ploegentijdrit)

2010
- Proloog Ronde van Romandië
- Italiaans kampioen tijdrijden, Elite

2011
- 1e etappe Ronde van Italië (ploegentijdrit)

2012
- Sprintklassement Ronde van het Baskenland
- 1e etappe Ronde van Trentino (ploegentijdrit)
- 21e etappe Ronde van Italië (individuele tijdrit)
- 7e etappe Ronde van Oostenrijk (individuele tijdrit)

2013
- Italiaans kampioen tijdrijden, Elite

### Resultaten in voornaamste wedstrijden
| Jaar | Ronde van Italië | Ronde van Frankrijk | Ronde van Spanje |
| ---- | ---------------- | ------------------- | ---------------- |
| 1999 |                  | 113e                |                  |
| 2001 |                  | 52e                 | 126e             |
| 2002 |                  | opgave              |                  |
| 2004 |                  |                     |                  |
| 2005 | 48e              |                     |                  |
| 2006 | 60e              |                     |                  |
| 2007 | 18e              |                     |                  |
| 2008 | 65e (1)          |                     |                  |
| 2009 | 40e              |                     |                  |
| 2010 | 9e               |                     |                  |
| 2011 | opgave           |                     |                  |
| 2012 | 41e (1)          |                     |                  |

| Jaar | Milaan-San Remo | Amstel Gold Race | Luik-Bast.‑Luik | Ronde van Lombardije | Waalse Pijl | Clásica San Sebastián |  | Wereldranglijsten |
| ---- | --------------- | ---------------- | --------------- | -------------------- | ----------- | --------------------- |  | ----------------- |
| 1999 |                 |                  |                 |                      |             | 45e                   |  |                   |
| 2001 |                 |                  |                 |                      |             | 25e                   |  |                   |
| 2002 |                 |                  |                 |                      |             |                       |  |                   |
| 2004 |                 |                  | 111e            |                      |             |                       |  |                   |
| 2005 | 118e            |                  |                 | 61e                  |             |                       |  |                   |
| 2006 | 115e            |                  |                 | 35e                  |             |                       |  | 198e (UPT)        |
| 2007 |                 |                  |                 |                      |             |                       |  | 123e (UPT)        |
| 2008 |                 | 101e             |                 | 45e                  | 102e        |                       |  | 36e (UPT)         |
| 2009 |                 | 78e              |                 | 87e                  | 40e         | 10e                   |  | 150e (UWK)        |
| 2010 |                 | 71e              |                 |                      | 28e         | 41e                   |  | 33e (UWK)         |
| 2011 |                 | 119e             |                 |                      | 52e         |                       |  | 40e (UWT)         |
| 2012 |                 |                  |                 |                      |             | 60e                   |  |                   |